# Soyuz 10
Soyuz 10 foi uma missão tripulada soviética à estação orbital Salyut 1, a primeira tentativa de acoplagem com a estação colocada em órbita alguns dias antes, fracassada por problemas no sistema de conexão entre a nave e a estação.

## Tripulação
| Posição             | Cosmonauta            |
| ------------------- | --------------------- |
| Comandante          | Vladimir Shatalov     |
| Engenheiro de voo 1 | Aleksei Yeliseyev     |
| Engenheiro de voo 2 | Nikolai Rukavishnikov |

## Parâmetros da Missão
- Massa: 6 800 kg
- Perigeu: 209 km
- Apogeu: 258 km
- Inclinação: 51.6°
- Período: 89.1 minutos

## Missão
A Soyuz 10 foi a primeira tentativa de visitar a primeira estação espacial do mundo, a Salyut 1, que fora colocada em órbita com sucesso em 19 de Abril de 1971. Apesar da Soyuz ter levado a tripulação composta pelos cosmonautas  Shatalov,  Yeliseyev e Rukavishnikov para a estação, eles não puderam acoplar com sucesso. Apesar da nave estar fisicamente presa à estação, a conexão não era segura o suficiente para permitir que as escotilhas fossem abertas para permitir a entrada dos cosmonautas.
Adicionalmente, a escotilha da Soyuz aparentava estar emperrada por dentro. Isto levou a uma complicação maior quando a missão foi abandonada, pois devido a isto a Soyuz teve dificuldades para se separar da estação. Quando isto foi realizado, até a reentrada a cápsula se encheu com gases tóxicos, fazendo com que Rukavishnikov desmaiasse. Todos os três membros do grupo saíram ilesos desta situação.